# Sepiasturmtaucher
|  | Dieser Artikel wurde aufgrund von formalen oder inhaltlichen Mängeln in der Qualitätssicherung Biologie im Abschnitt „Vögel“ zur Verbesserung eingetragen. Dies geschieht, um die Qualität der Biologie-Artikel auf ein akzeptables Niveau zu bringen. Bitte hilf mit, diesen Artikel zu verbessern! Artikel, die nicht signifikant verbessert werden, können gegebenenfalls gelöscht werden. Lies dazu auch die näheren Informationen in den Mindestanforderungen an Biologie-Artikel. |

Der Sepiasturmtaucher (Calonectris diomedea, Syn.: Puffinus diomedea), früher als Gelbschnabel-Sturmtaucher bezeichnet, ist eine Vogelart aus der Ordnung der Röhrennasen. Es werden drei Unterarten unterschieden:
C. d. diomedea (Scopoli, 1769), C. d. borealis (Cory, 1881) und C. d. edwardsii (Oustalet, 1883).

## Merkmale
Der Sepiasturmtaucher wird bis zu 50 cm lang und erreicht eine Spannweite von 115 cm. Er ist oberseits fahl grau-braun, unterseits gänzlich weiß. Die Handschwingen sind schiefergrau bis schwarz. Der Schnabel ist von schmutzig-gelber Farbe mit einem grauen Fleck an der Spitze. Auf der Flügelunterseite zieht sich ein blasses Band vom Ellbogen zum Handgelenk.

## Lebensweise

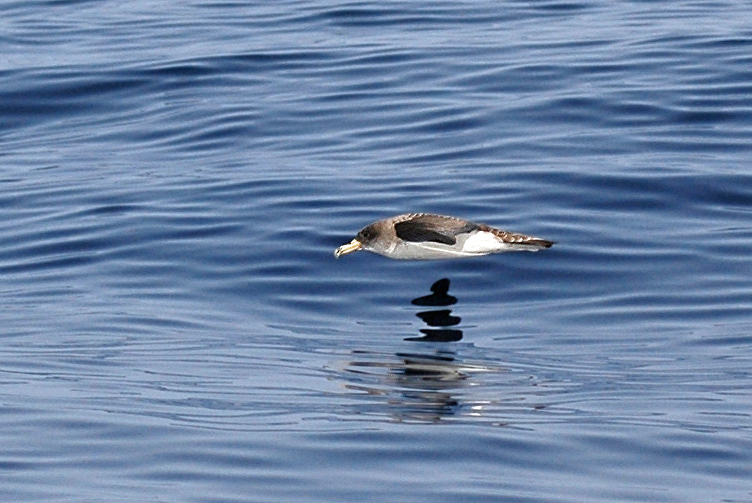
Sepiasturmtaucher im Flug, kurz vor dem Eintauchen auf der Jagd nach Fisch

Sepiasturmtaucher sind Zugvögel und legen sehr weite Strecken über dem Meer zurück. Im Frühjahr nisten sie an Klippen im Mittelmeer und Nordatlantik, ab Oktober ziehen sie zum Überwintern an die Küsten Nordamerikas und Afrikas.
Sepiasturmtaucher graben eine bis zu zwei Meter tiefe Nisthöhle über die Klippen, oder legen ihr einziges weißes Ei (Ende Mai) direkt auf die Klippen. Dieses wird von beiden Eltern ca. 55 Tage lang bebrütet. Das Junge schlüpft im Juli und verzehnfacht sein Gewicht in einem Monat. Die Altvögel sind den ganzen Tag auf Nahrungssuche und füttern das Junge zum Schutz vor potentiellen Feinden nur in der Dämmerung und nachts. Die Jungtiere sind im September flügge, wenig später (im Oktober) ziehen die Eltern in wärmere Gebiete. Das Paar bleibt ein Leben lang zusammen.
Wie alle Röhrennasen ernährt sich auch diese Sturmtaucherart von kleinen Fischen, Tintenfischen und sogar Abfall.
Die Rufe der Sepiasturmtaucher kann man, weil sie sich tagsüber überwiegend auf dem Meer aufhalten, an den Küsten in den Abendstunden und am Morgen hören. Sie klingen jammernd oder krächzend.

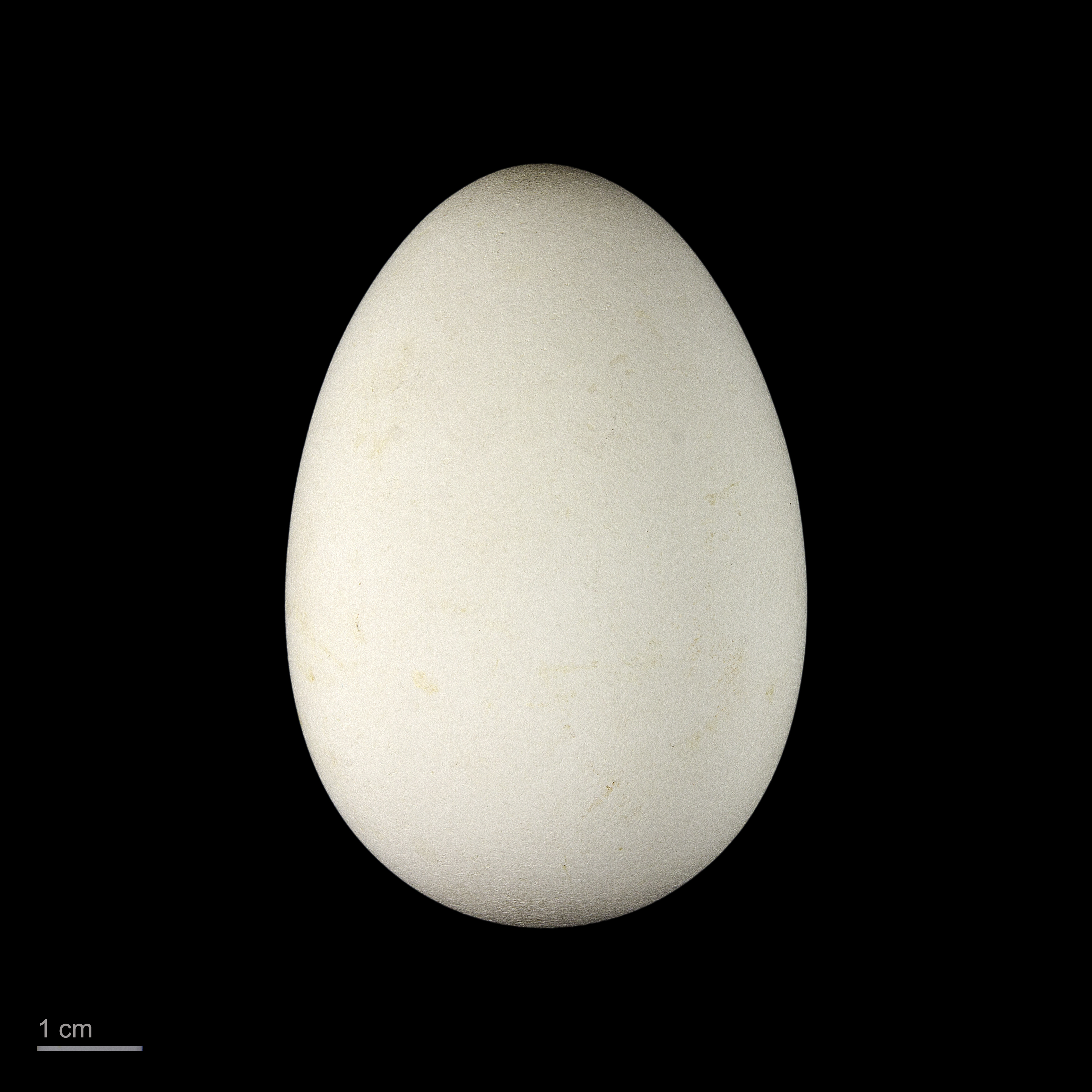
Ei des Sepiasturmtauchers

## Verbreitung
Große Brutkolonien gibt es auf Inseln im Atlantik, vor allem auf den Azoren, wo er mit 500.000 Paaren (80 % des Weltbestandes) der häufigste Brutvogel ist. Weitere Kolonien im Atlantik gibt es auf den Kanaren sowie den zu Portugal gehörenden Inseln, Madeira, den Ilhas Desertas und Ilhas Selvagens. Im Mittelmeer brütet er auf den Balearen, auf Korsika, Sizilien und der Halbinsel Peloponnes, sowie an den Küsten des Ägäischen und Adriatischen Meeres. Im Indischen Ozean soll es auch Brutkolonien geben.